# Misión jesuítica de Nuestra Señora de Loreto
Nuestra Señora de Loreto es una misión jesuítica situada en el municipio de Candelaria, en la provincia de Misiones (Argentina). Era una de las Misiones o Reducciones fundada en el siglo XVII por los Jesuitas en América durante la colonización española de América.
La reducción jesuítica fue fundada en el año 1610. Fue abandonada cuando los jesuitas fueron expulsados de todos los dominios de la corona de España, incluyendo los de Ultramar, en el año 1767. En 1984 las ruinas brasileñas de San Miguel de las Misiones, que ya había sido declarada Patrimonio de la Humanidad por la Unesco en 1983, fue extendida para incluir las misiones de San Ignacio Miní, Santa Ana, Santa María la Mayor y Nuestra Señora de Loreto, convirtiéndose en un único sitio transfronterizo. Con el tiempo las ruinas han sido cubiertas por la vegetación. En arqueología se la suele denominar Loreto II (o Loreto 2) para diferenciarla del primer emplazamiento (Nuestra Señora de Loreto del Pirapó o Loreto I) ubicado en el norte de la Guayrá.

## La imprenta y el grabado
La imprenta fue confeccionada localmente por obra de los padres Juan Bautista Neumann y  José Serrano , quienes lograron imprimir los caracteres móviles. La prensa y el soporte fueron hechos con maderas de la región y los caracteres fundidos en plomo y estaño. Se trataba de una imprenta itinerante que se instalaba en Loreto, Santa María la Mayor o en San Javier, según lo requerían los trabajos de impresión.
La primera obra publicada fue el "Martirologio Romano" en 1700.

## Galería

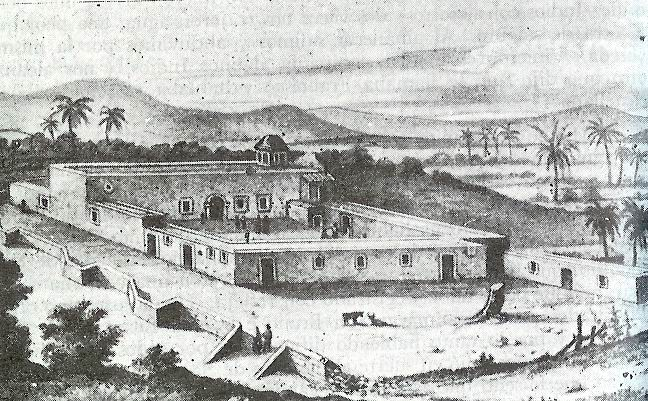
Dibujo de la misión (siglo XVIII).
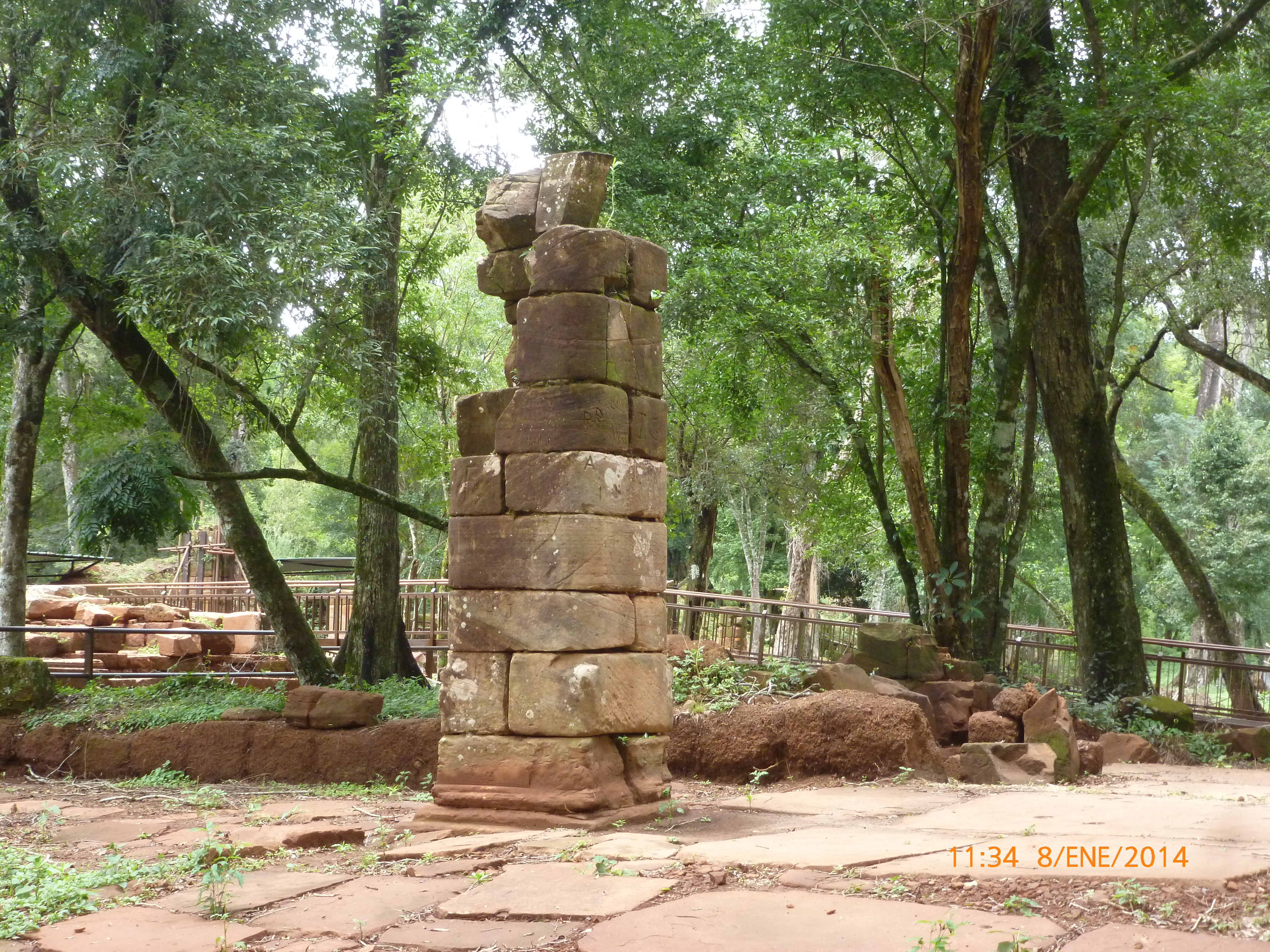
Ruinas de la iglesia.
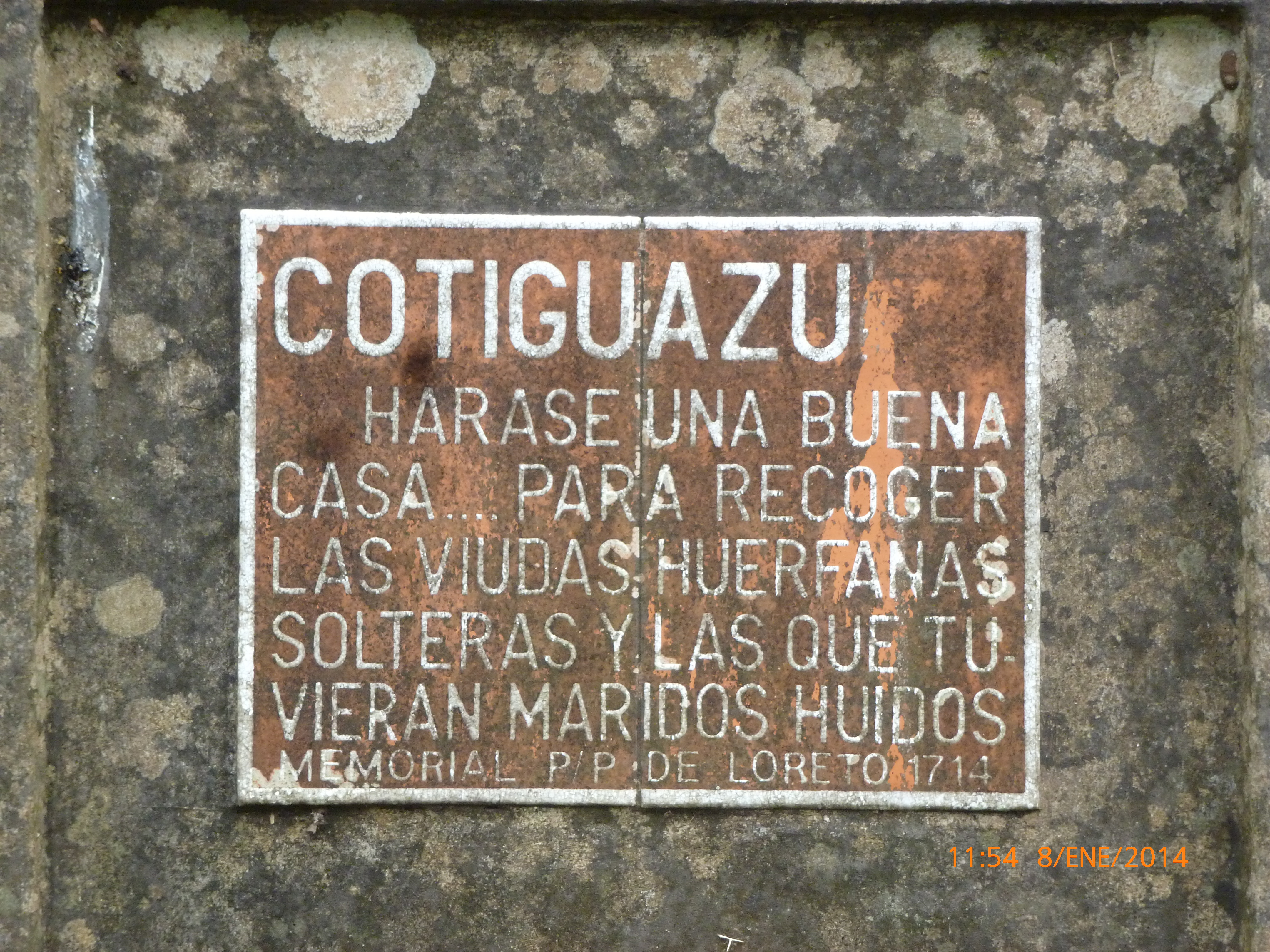
Cotiguazú: cuando una mujer quedaba viuda, era apartada de la comunidad y pasaba a vivir en el cotiguazú –casa grande en guaraní– sirviendo a los párrocos y cuidando a los niños pequeños.
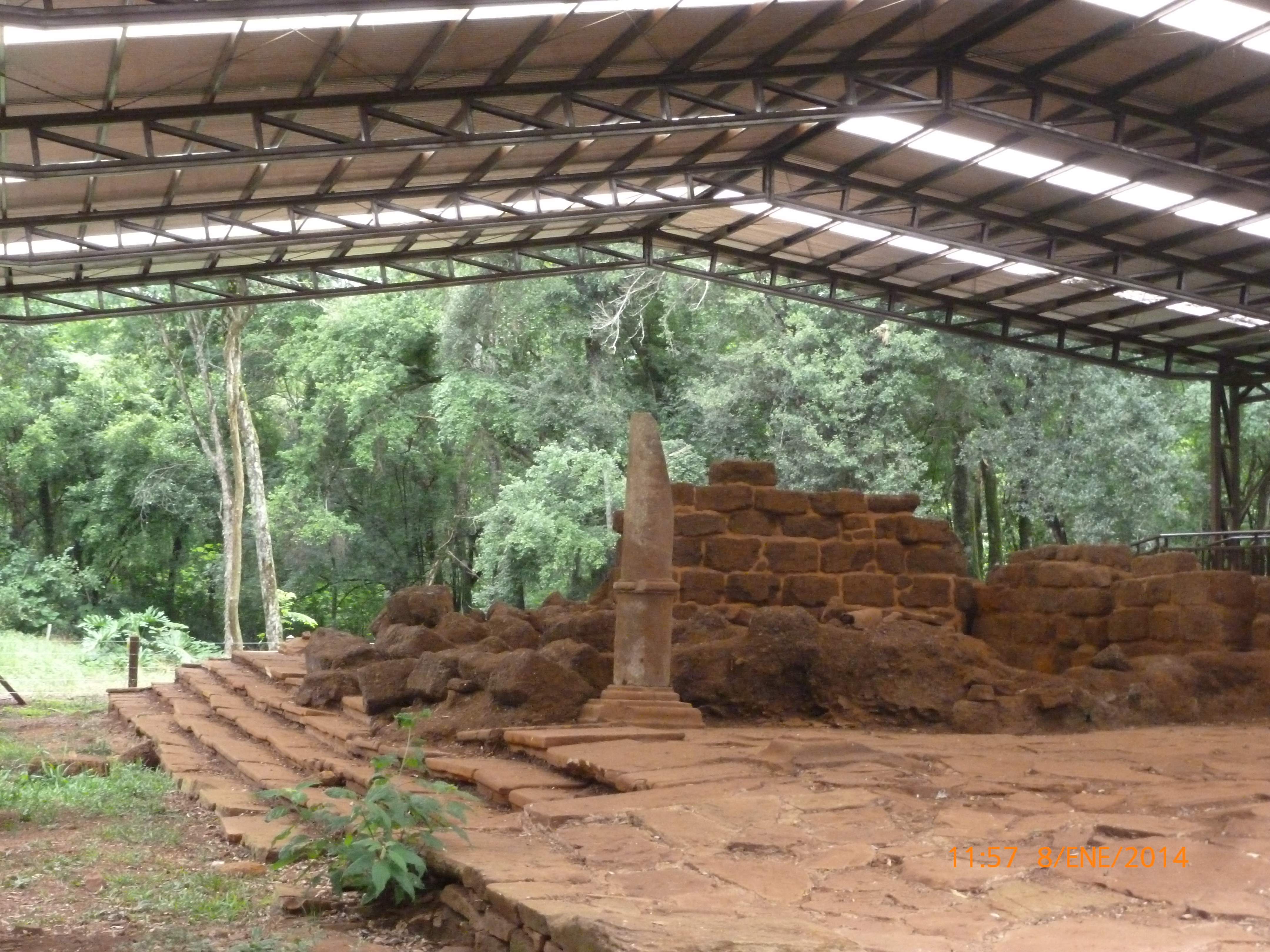
Ruinas.
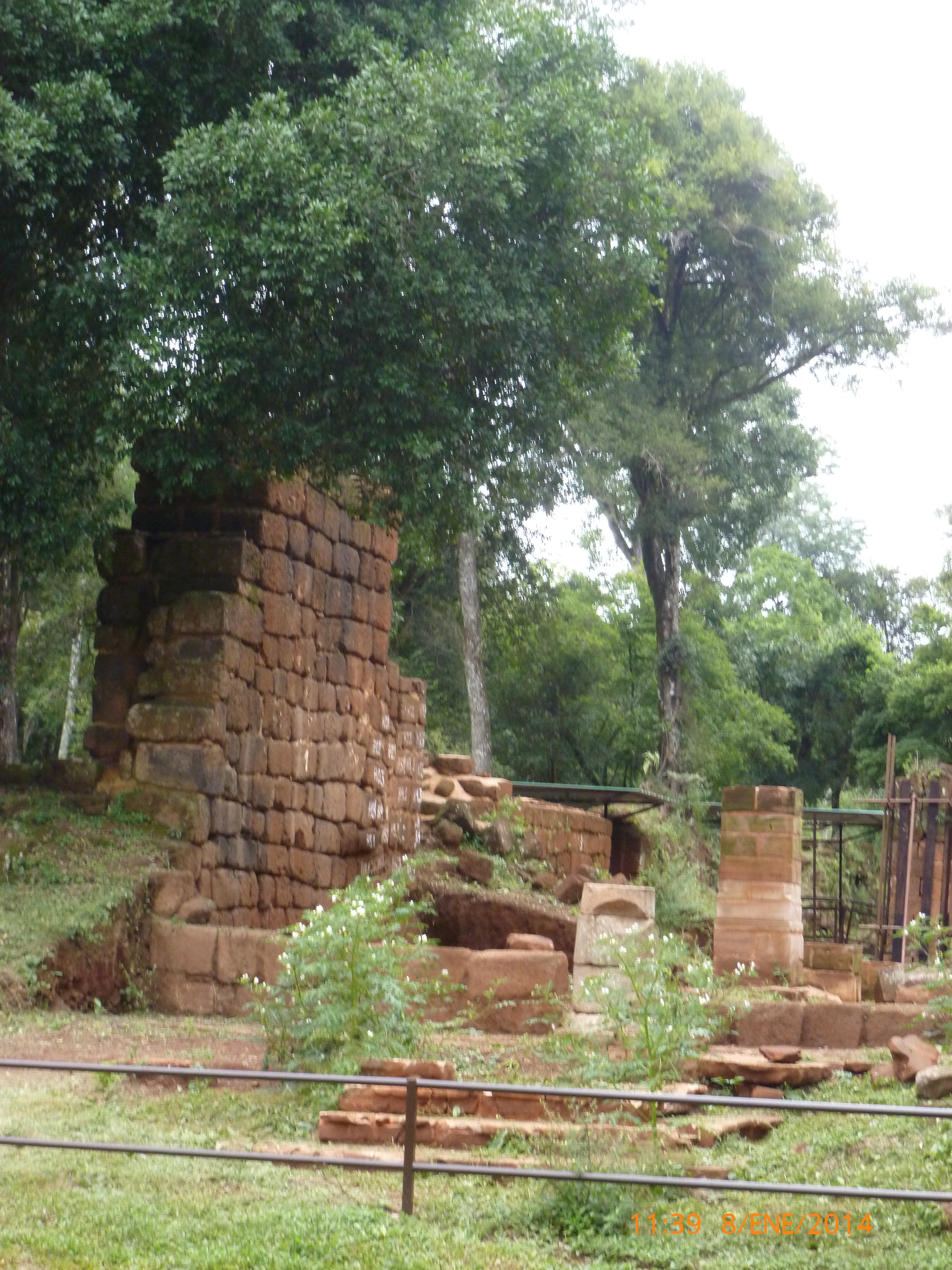
Ruinas.